# Escola Estadual Doutor Álvaro Guião
A Escola Estadual Doutor Álvaro Guião foi fundada em 1911, com o nome de Escola Normal Secundária de São Carlos, na cidade de São Carlos, interior de São Paulo. É patrimônio cultural estadual reconhecido pelo Condephaat em 1985 e consta da lista de bens de interesse histórico publicada em 2021 pela Fundação Pró-Memória de São Carlos (FPMSC).

## História
| “ | A construção da Escola Normal em São Carlos está intimamente ligada ao poderio dos cafeicultores da cidade. O dinheiro conseguido com o café possibilitou o investimento em vários setores, incluindo o setor educacional, sendo que a existência de uma escola para normalistas dava a cidade status e visibilidade. Além disso, as escolas normais eram celeiros para a formação das filhas dos fazendeiros, interessados em dar uma educação refinada às futuras senhoras da sociedade – e não necessariamente uma profissão. | ” |
|   | |   |

 A escola foi fundada pelo Decreto de Lei n° 1998 de 4 de fevereiro de 1911 com o nome de Escola Normal Secundária de São Carlos, instalada no prédio da então Escola Complementar Conde do Pinhal, que atualmente é a Escola Estadual de Primeiro Grau Eugênio Franco, na Rua José Botelho, e oferecia o curso de formação de professores, com duração de 4 anos.
Um lugar repleto de simbologia onde germinou a vocação de São Carlos para a ciência e o conhecimento. O doutor João Chrysostomo Bueno dos Reis Junior, advogado formado pela Faculdade de Direito de São Paulo, foi o primeiro diretor da escola, além disso, o quadro inicial foi composto pelos seguintes docentes:
- João Augusto de Pereira Junior, Bacharel em Direito - Lente de Português, Latim e História da Língua;
- Juvenal de Azevedo Penteado, professor e pensador - Lente de Francês e Inglês;
- João Lourenço Rodrigues, professor - Lente de Aritmética e Álgebra;
- Rafael Falco, artista conhecido nacionalmente na época - Professor de Caligrafia e Desenho;
- Lucila Pompeo de Camargo - professora de Trabalhos Manuais (Seção Feminina);
- Jorge Barbato - professor de Trabalhos Manuais (Seção Masculina).

No período de 13 a 25 de fevereiro, as inscrições para os exames de suficiência foram abertas, cento e quarenta e quatro candidatos foram inscritos, dos quais sessenta e dois foram aprovados. As matrículas foram realizadas entre 20 e 21 de março e as aulas tiveram início no dia 22, data que hoje é comemorada como aniversário da escola.
Em 18 de setembro de 1913, devido à necessidade de um espaço maior e mais adequado para a escola, que se encontrava em instalações precárias, lançaram solenemente a pedra fundamental do edifício que é, ainda hoje, o endereço da Escola Secundária localizada na Rua Carlos Botelho, morada da antiga Capela de São Sebastião (pertencente à Mitra Diocesana). O projeto e a construção ficaram a cargo do engenheiro doutor Raul Porto e do mestre de obras Torello Dinucci, e teve sua inauguração em 18 de novembro de 1916.
Em 21 de abril de 1933, pelo Decreto n° 5884, a escola passou a integrar curso fundamental e profissionalizante, posteriormente curso ginasial. Em 19 de dezembro de 1939, pelo Decreto n° 10.811, foi renomeado para Doutor Álvaro Guião, em homenagem ao então secretário da educação, falecido num acidente aéreo em Ponte Nova no mesmo mês.
Em 12 de abril de 1942, pelo Decreto n° 4224, e com base na reforma do ensino secundário, passou a contar com dois ciclos de ensino: Curso Ginasial com duração de 4 anos; e Curso Ginasial com duração de 3 anos subdividido em Científico e Clássico. Em 7 de março de 1944, pelo Decreto Federal n° 14960, passou a se chamar Colégio Estadual e Escola Normal Dr. Álvaro Guião.
A partir de 1949 passou a oferecer os Cursos colegial e ginasial no período noturno, e posteriormente, em 1952, o curso normal. Em 1952, graças ao Projeto de Lei n° 168, passou a oferecer também cursos de pós-graduação. No ano seguinte, passou a ser denominada Instituto de Educação pela Lei n° 2221.
Em 1976, a partir da Lei n° 5692 de 11 de agosto de 1971, que transformou o curso normal em uma habilitação profissional, o instituto passou a ser Escola Estadual de Segundo Grau Doutor Álvaro Guião, oferecendo cursos de segundo grau e magistério.

## Arquitetura
| “ | Projetado pelo arquiteto alemão Carlos Rosencrantz, o edifício seguiu o projeto padrão do Estado, em estilo eclético, com linhas do art nouveau na ornamentação e nos elementos de ferro. Além de sua qualidade arquitetônica, destaca-se a implantação do edifício no terreno, motivos pelos quais foi declarada em 1985 patrimônio cultural do Estado de São Paulo. | ” |
|   | |   |

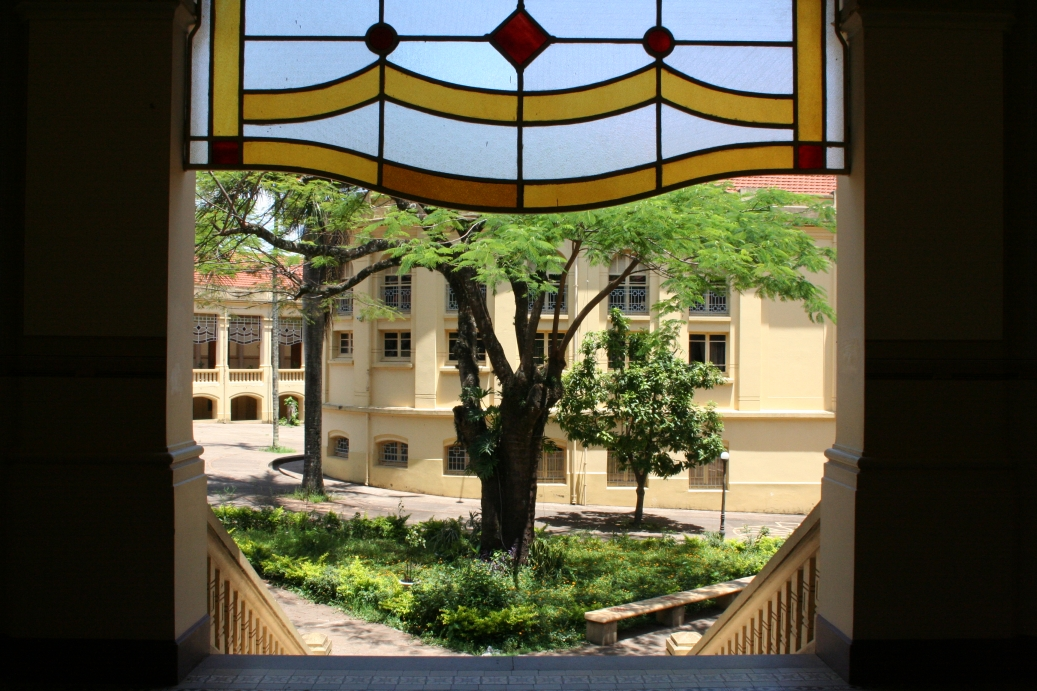
Vista parcial do pátio interno da escola

 O prédio foi projetado pelo arquiteto alemão Carlos Rosencrantz e construído pelo engenheiro Raul Porto e pelo mestre de obras Torello Dinucci. Com grande influência de art nouveau, "destacando-se os volumes curvos do centro e das extremidades da fachada principal",, o edifício atual da Escola Álvaro Guião, inaugurado em 1916, teve um rico acabamento, como, por exemplo, mármore italiano e mobiliário inglês e austríaco, madeiramento em pinho de riga e madeiras nobres nacionais, pisos do saguão e das galerias em cerâmica francesa, lustres de cristal de Baccarat, balaustrada e pilares do anfiteatro em ferro estrangeiro, e mobílias das salas de origem inglesa e austríaca.
O prédio foi projetado em dois pavimentos:
- Térreo, com acesso por uma escadaria de granito de 6 metros de largura, contando com o hall, diretoria, secretaria, biblioteca, anfiteatro e salas de aula repartidas em alas feminina e masculina;
- Porão, contendo laboratórios, salas especiais para educação física, trabalhos manuais e pintura.

Após inúmeras reformas, o prédio foi tombado como patrimônio histórico e cultural do Estado de São Paulo pelo Decreto publicado em 7 de Novembro de 1985 no Diário Oficial.
Se localiza na Poligonal Histórica, no trecho A, quadra 39, com fachada principal posicionada a Oeste. Encontra-se em ótimo estado de conservação e bem preservada (Condição de Preservação). Construída em 1913, em estilo Eclético para uso Educacional e Atividade Escolar.

## Ecletismo em São Carlos
O Ecletismo chegou à cidade de São Carlos por conta da riqueza advinda do período cafeeiro e pela construção da ferrovia, a partir de 1884. Foi um período de expansão urbana do município. Além disso, grande número de trabalhadores imigrantes traziam consigo conhecimento de métodos construtivos europeus, que foram sendo incorporados às práticas construtivas locais. Construções em estilo Eclético eram símbolo de status social.

## Bem de interesse histórico
Entre 2002 e 2003, a Fundação Pró-Memória de São Carlos (FPMSC), órgão da prefeitura, fez um primeiro levantamento (não-publicado) dos "imóveis de interesse histórico" (IDIH) da cidade de São Carlos, abrangendo cerca de 160 quarteirões, tendo sido analisados mais de 3 mil imóveis. Destes, 1.410 possuíam arquitetura original do final do século XIX. Entre estes, 150 conservavam suas características originais, 479 tinham alterações significativas, e 817 estavam bastante descaracterizados. O nome das categorias das edificações constantes na lista alterou-se ao longo dos anos.

A edificação de que trata este verbete consta como "Edifício tombado" (categoria 1) no inventário de bens patrimoniais do município de São Carlos, publicado em 2021 pela Fundação Pró-Memória de São Carlos (FPMSC), órgão público municipal responsável por "preservar e difundir o patrimônio histórico e cultural do Município de São Carlos". A referida designação de patrimônio foi publicada no Diário Oficial do Município de São Carlos nº 1722, de 09 de março de 2021, nas páginas 10 e 11. De modo que consta da poligonal histórica delimitada pela referida Fundação, que "compreende a malha urbana de São Carlos da década de 40". A poligonal é apresentada em mapa publicado em seu site, onde há a indicação de bens em processo de tombamento ou já tombados pelo Condephaat (órgão estadual), bens tombados na esfera municipal e imóveis protegidos pela municipalidade (FPMSC).
| “ | Categoria 1: são edificações tombadas em quaisquer níveis (municipal, estadual ou federal) e inscritas no Inventário de Bens Patrimoniais do Município, sendo proibida a demolição e permitidas ou não reformas, desde que seguidas as orientações específicas do processo de tombamento e da aprovação do projeto pela Prefeitura Municipal, pela entidade e conselho municipal de defesa do patrimônio, e demais órgãos competentes, federais, estaduais e/ou municipais. | ” |
|   | |   |

#### Tombado por:[1]
- CONDEPHAAT – Conselho de Defesa do Patrimônio Histórico, Arqueológico, Artístico e Turístico Número do Processo: 24202/85  
  - Resolução de Tombamento: Resolução 60, de 04/11/1985
  - Publicação do Diário Oficial: Poder Executivo, Seção I, 07/11/1985, p. 16
  - Livro do Tombo Histórico: Nº inscr. 244, p. 65 e 66, 22/01/1987
- FPMSC – Fundação Pró-Memória de São Carlos / CONDEPHAASC – Conselho Municipal de Defesa do Patrimônio Histórico, Artístico e Ambiental de São Carlos 
  - Número do Processo: 116/2010
  - Tombamento Municipal ex-officio: Resolução n° 09, de 19 de setembro de 2012
  - Publicação do Diário Oficial: 21 de setembro de 2012

## Curiosidades
- Em 2017 o aluno Vitor Aguiar de Jesus participou do Concurso Educação nas Redes, organizado pela Secretaria da Educação do Estado de São Paulo em parceria com o Google for Education. Com a página do Facebook "Guião Memes" o aluno foi o vencedor com mais de 50% dos votos na categoria Vida Escolar e Grêmio Estudantil.[22][23]
- Em 2012, a escola foi votada como uma das sete maravilhas de São Carlos em um concurso online realizado pela prefeitura do município. A escola foi a terceira mais votada, com 11 mil votos.[24][25]